# Wound
Wound ist eine deutsche Death-Metal-Band aus Wiesbaden, die im Jahr 2011 gegründet wurde.

## Geschichte
Die Gruppe formierte sich im Jahr 2011 und wurde für ihr Demo Confess to Filth im Dezember 2012 von der Redaktion des Rock-Hard-Magazins zur „Demoband des Monats“ gewählt. Im Juli 2013 veröffentlichte die Band über FDA Rekotz/Soulfood ihr Debütalbum Inhale the Void, das in der monatlichen „Richterskala“ des Rock Hard auf Platz 5 und damit in die Kategorie „Dynamit“ gewählt wurde. Nach dem Auftritt auf dem Party.San Festival 2013, verließ Schlagzeuger Appel die Band. 2014 veröffentlichte die Band die Split-EP Souls of Eternal Damnation mit der deutschen Death-Metal-Band Obscure Infinity. Ihr zweites Album Engrained erschien am 20. Januar 2017, das ebenfalls über FDA Rekotz/Soulfood veröffentlicht wurde. Am 17. Dezember 2021 wurde über Van Records das dritte Album Serpent Crown veröffentlicht.

## Stil
Die Gruppe spielt klassischen Death Metal, der sich in puncto Songwriting und Klang vor allem an Bands der frühen „Stockholmer Schule“ wie Nihilist, Entombed und Dismember orientiert, der aber auch Elemente aus Hard- und Crust-Punk, Black Metal sowie Death ’n’ Roll aufnimmt. Der Gesang agiert im Schnittbereich zwischen „klassischen“ Death-Metal-Growls und Black Metal.
Frank Albrecht vom Rock-Hard-Magazin bewertete „Inhale the Void“ mit 8 von 10 Punkten und beschrieb das Album wie folgt: „‚Inhale The Void‘ knüppelt mit aller Konsequenz und einem leichten Hardcore/Crust-Anstrich, während die Vocals manchmal auch etwas angeschwärzt gekrächzt werden. ‚Inhale The Void‘ ist nichts für musikalische Schöngeister, sondern ein fieser, kompromissloser Batzen primitiver, aber strukturierter Krach von der Basis.“

## Diskografie
- 2012: Confess to Filth (Demo, Weed Hunter Records)
- 2013: Inhale the Void (Album, FDA Rekotz/Soulfood)
- 2014: Souls of Eternal Damnation (Split-EP mit Obscure Infinity, FDA Rekotz/Soulfood)
- 2017: Engrained (Album, FDA Rekotz/Soulfood)
- 2021: Serpent Crown (Album, Van Records)